# Kapucinerbagge
Kapucinerbagge (Rhyzopertha dominica) är en skalbaggsart som först beskrevs av Fabricius 1792.  Kapucinerbagge ingår i släktet Rhyzopertha och familjen kapuschongbaggar. Arten förekommer tillfälligt i Sverige, men reproducerar sig inte. Inga underarter finns listade i Catalogue of Life.

## Bildgalleri

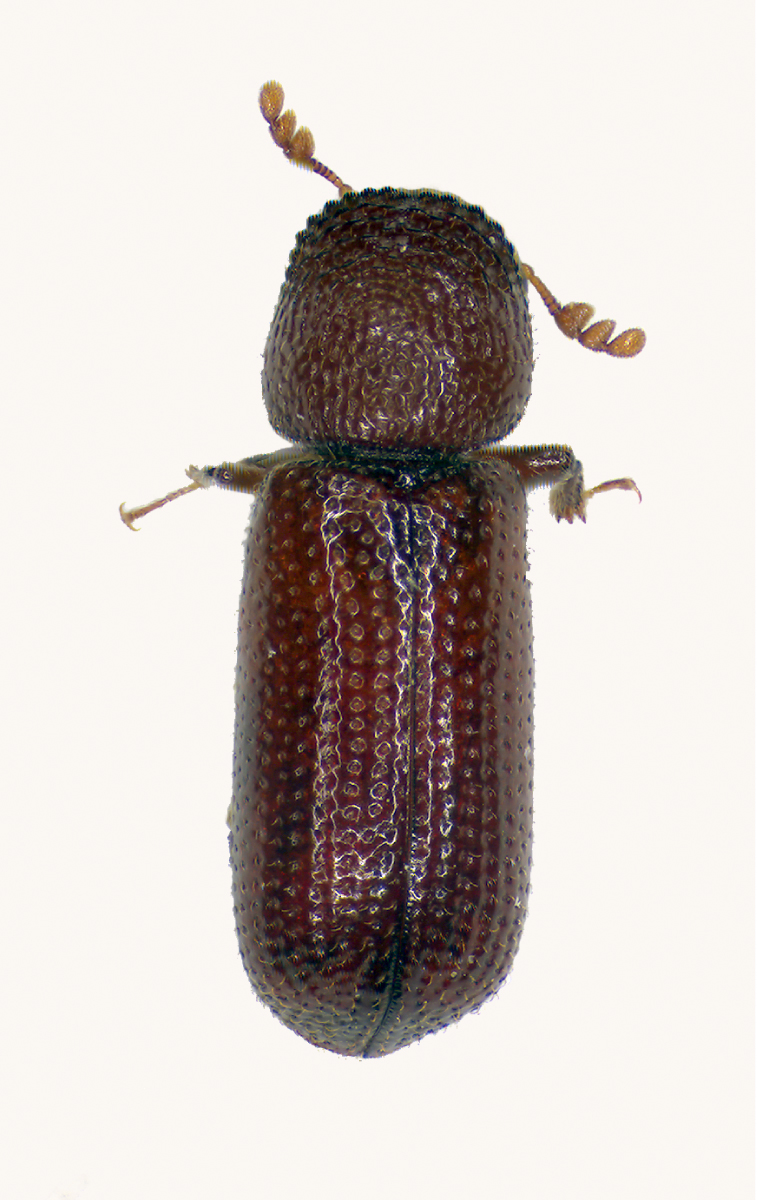
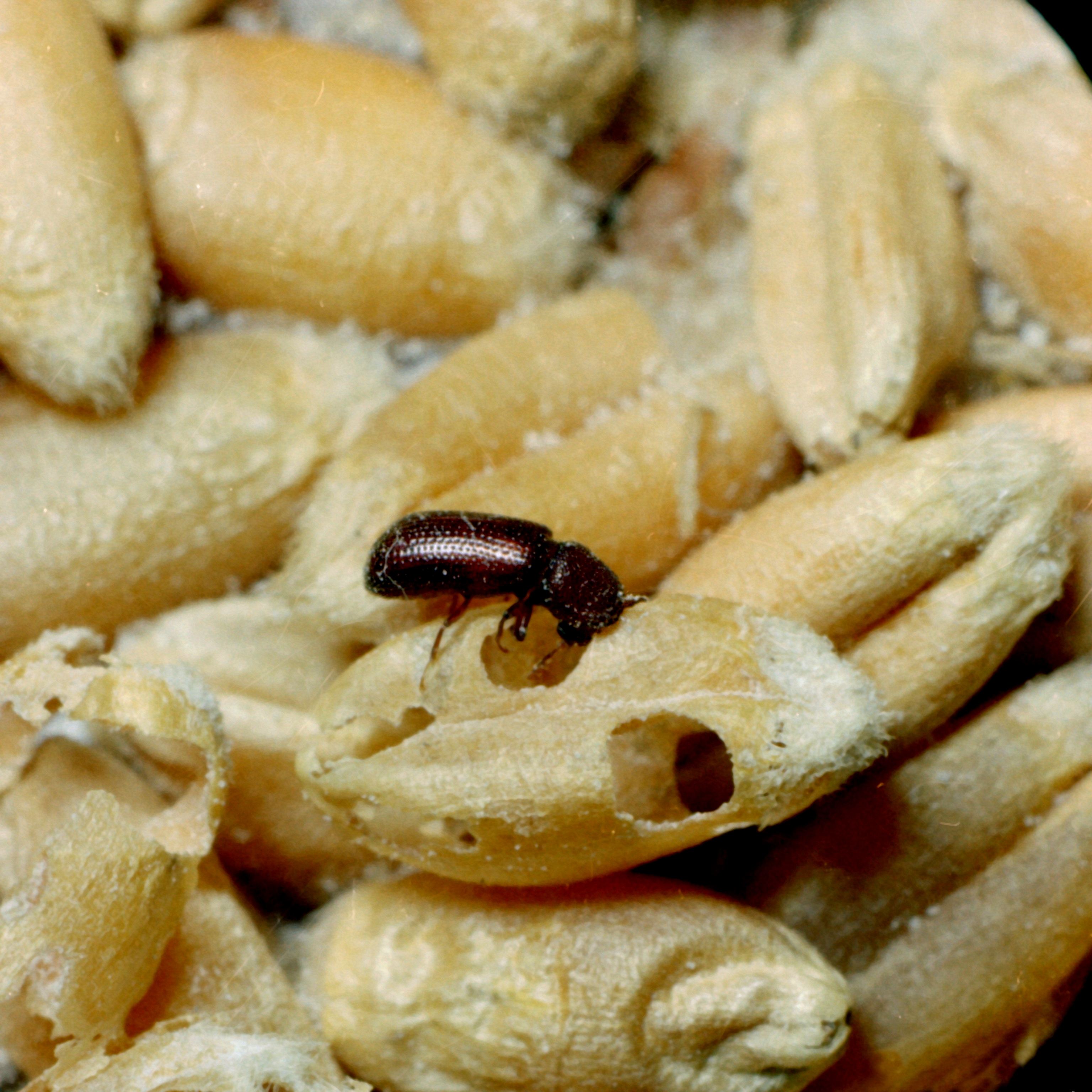
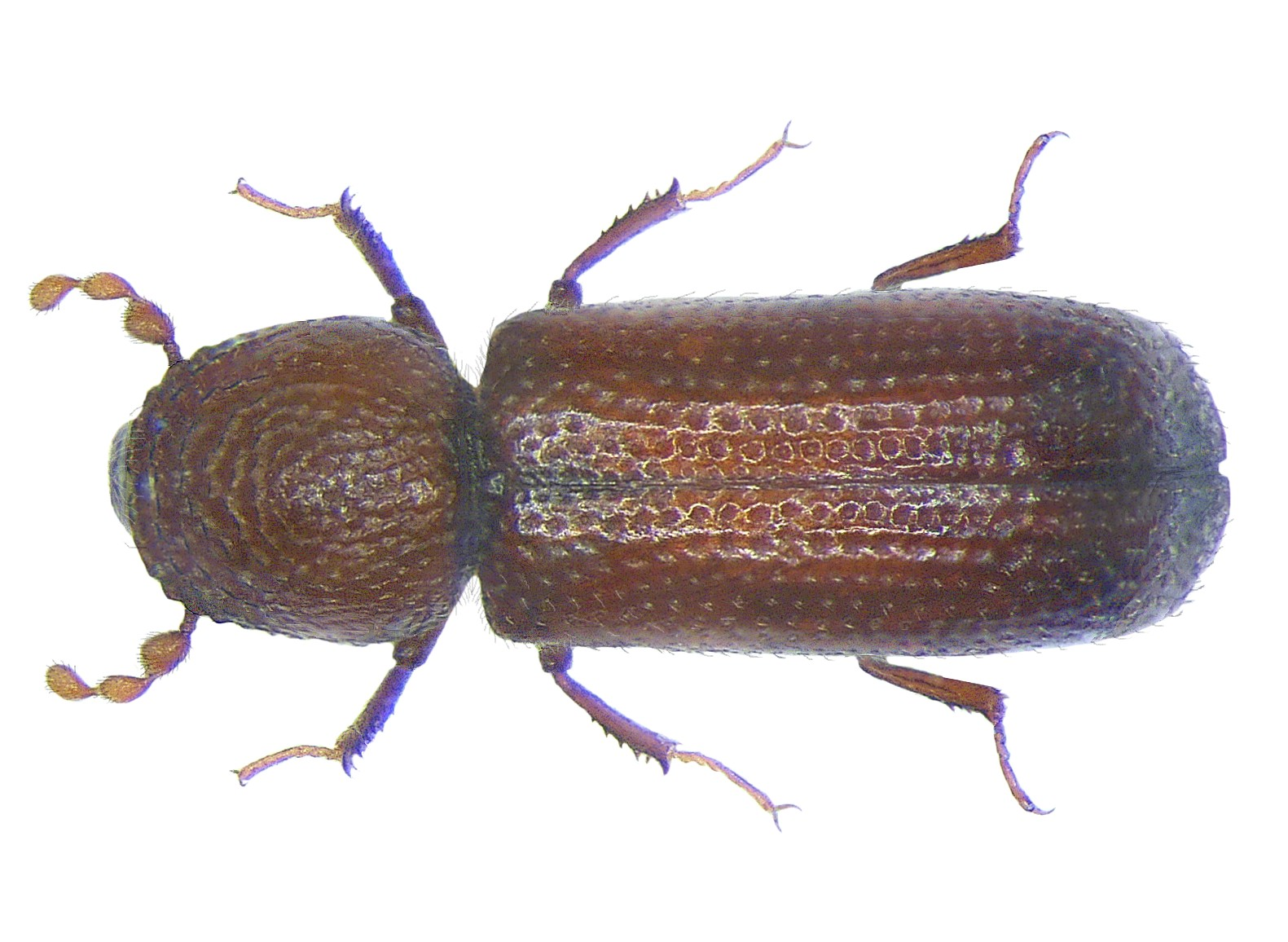
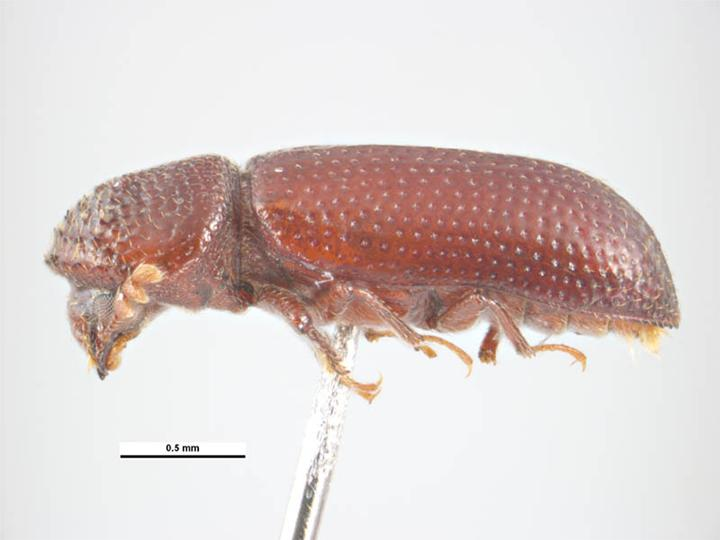
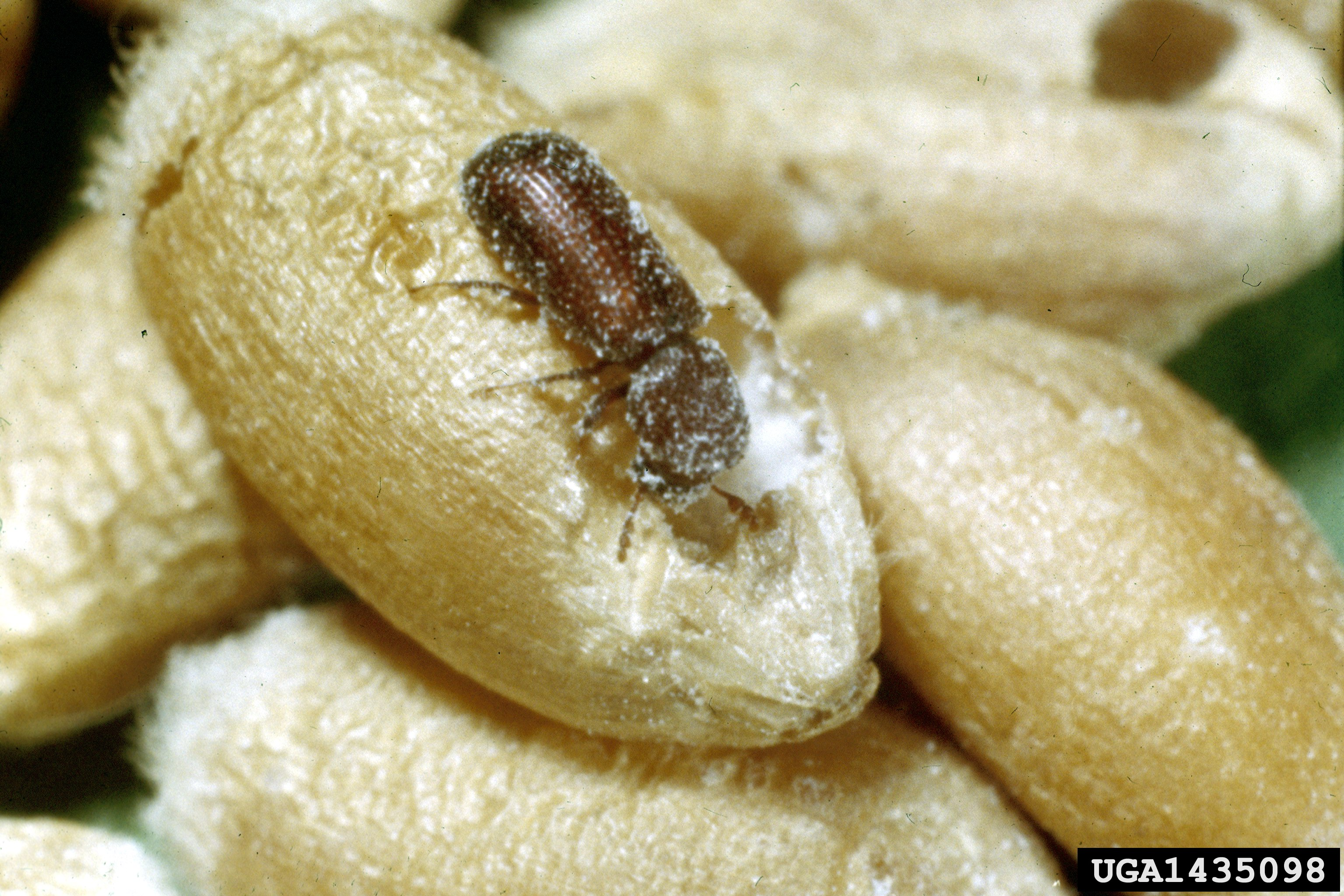